# Фиш (река в Намибия)
Вижте пояснителната страница за други значения на Фиш.
Фиш , на езика нама Oub, Оуб , (на африкаанс: Visrivier, Висривиер; на немски: Fischfluss, Фишфлус) е река в Намибия. Дължината ѝ е 650 km, като по протежението си в близост до град Мариентал е преградена от стена като така се образува язовир Хардап. Дебитът на водата е със сезонно влияние. През сухия сезон тя дори пресъхва напълно. По протежетнието на реката се е образувал величествен каньон наречен Каньон на Фиш, който е втори по големина на планетата. Каньона е дълъг 160 km, а на места дълбочината му е 550 m. Реката е приток на Оранжева река и се влива в нея на границата с ЮАР на около 100 km от атлантическото крайбрежие.